# Elisabet d'Aragó i d'Hongria

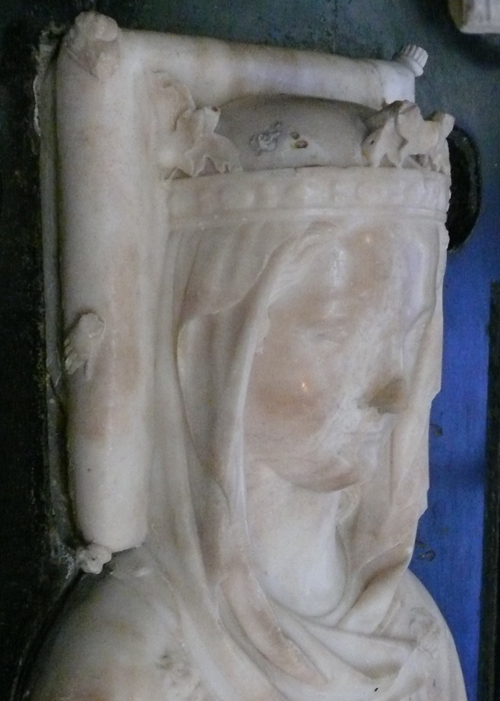
Tomba d'Elisabet d'Aragó a la basílica de Saint-Denis

Elisabet d'Aragó (?, 1245 - Cosenza, Calàbria, 1271) va ser reina de França del 1270 al 1271, gràcies al seu casament amb Felip III de França, i infanta d'Aragó.

## Biografia
Elisabet era filla de Jaume I el Conqueridor, rei d'Aragó i comte de Barcelona, i la seua segona esposa Violant d'Hongria.
A Clarmont el 28 de maig de 1262, Elisabet es va casar amb el futur Felip III de França, fill de Lluís IX i Margarida de Provença. Es va convertir en reina arran de l'adveniment del seu marit el 1270.
Va acompanyar el seu marit a la Vuitena Croada contra Tunis. De camí a casa es van aturar a Cosenza, Calàbria. Estant embarassada amb el seu cinquè fill per sis mesos, l'11 de gener de 1271 durant una cacera, va patir una caiguda muntant a cavall. Després d'haver reprès el viatge de tornada a França, Elisabet va donar a llum un fill prematur nascut mort. Mai es va recuperar de les seues ferides i del part, i va traspassar dèsset dies després, el 28 de gener. La seua mort va ser un colp emocional molt dur per al seu marit, sobretot pel fet d'estar embarassada. Felip III va prendre els cadàvers d'Elisabet i el seu fill mort i quan finalment va arribar a França els va soterrar a la Basílica de Saint-Denis de París. La tomba d'Elisabet, com moltes altres, va ser profanada durant la Revolució Francesa el 1793.
Era neta per línia paterna de Pere el Catòlic i Maria de Montpeller, i per línia materna d'Andreu II d'Hongria i Violant de Courtenay. Fou germana petita dels també reis Pere el Gran i Jaume II de Mallorca.

## Núpcies i descendents
El 28 de maig de 1262 es casà a Clarmont d'Alvèrnia amb el príncep i futur rei Felip III de França. D'aquesta unió nasqueren:
- el príncep Lluís de França (1267-1276)
- el príncep Felip IV de França (1268-1314), rei de França
- el príncep Robert de França (1269-1271)
- el príncep Carles I de Valois (1270-1325), comte de Valois i comte d'Anjou

## Anotacions
1. ↑  Encara no havia nascut quan el seu pare el rei Jaume va fer efectiu el seu testament el gener de 1248 on estipula que si tingués un altre fill, ell s'hauria de convertir en cavaller templer i si el nounat fóra una filla, ella hauria d'entrar al Reial monestir de Santa Maria de Sixena. Elisabet va nàixer posteriorment el gener de 1248.[2]